# Nguyễn Văn Công (zapaśnik)
Nguyễn Văn Công (ur. 10 kwietnia 1960) – wietnamski zapaśnik. Uczestnik Letnich Igrzysk Olimpijskich 1980.
Wujek zapaśniczki i olimpijki Nguyễn Thị Lụa.